# Bronckhorst

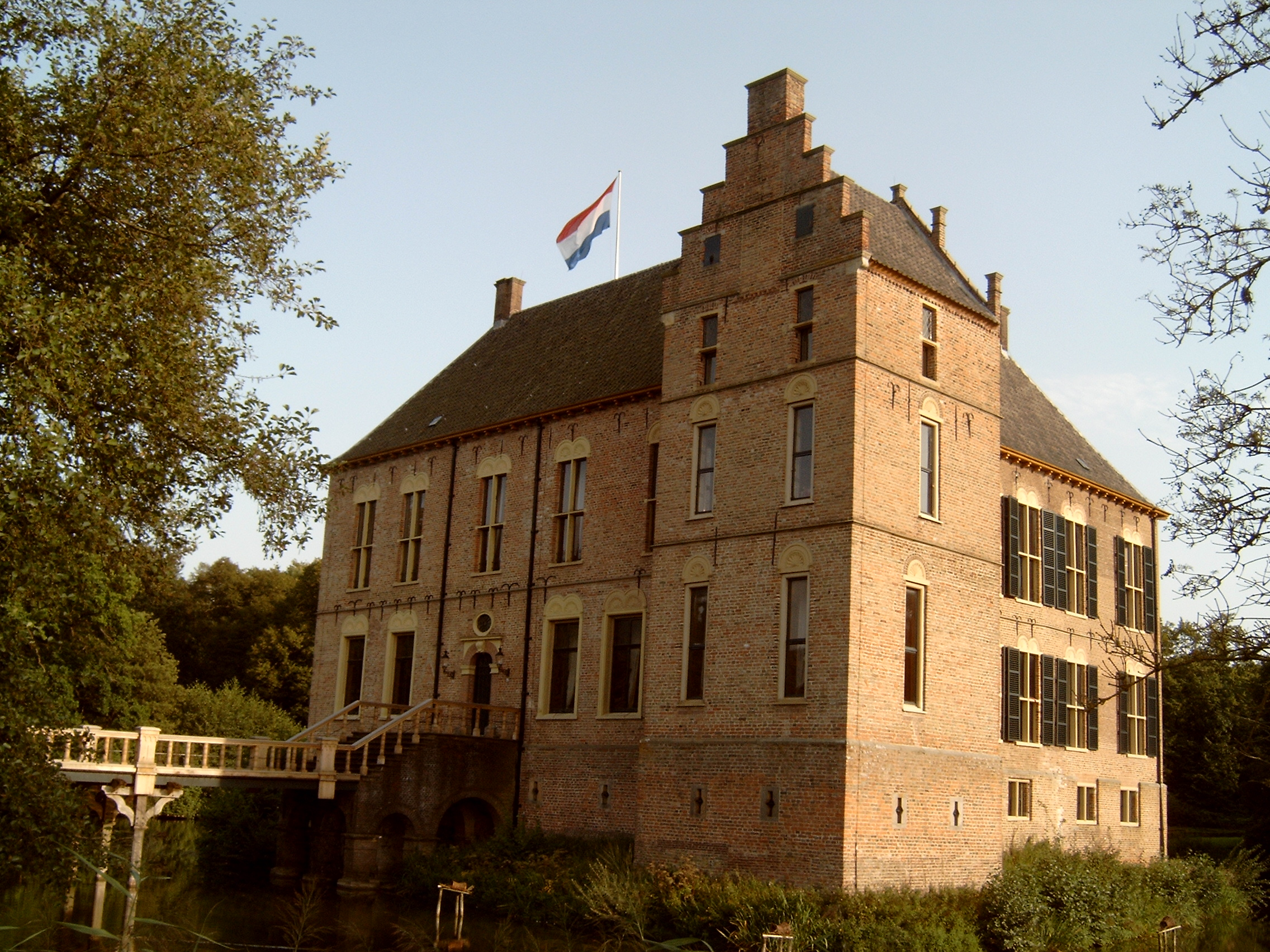
Vorden slott.

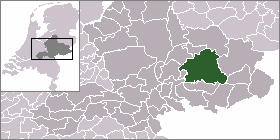
Bronckhorsts läge

Bronckhorst är en kommun i provinsen Gelderland i Nederländerna. Kommunens totala area är 292,47 km² (där 2,16 km² är vatten) och invånarantalet är på 37 884 invånare (2005).